# Миролюбівське
Миролюбівське (до 2025 — Тімірязєвка) — селище в Україні, в Прибужанівській сільській громаді Вознесенського району Миколаївської області. Населення становить 714 осіб. До 2016 року орган місцевого самоврядування — Тімірязєвська сільська рада.

## Історія
В документах з'являється в 1856 році з назвою - село Кам'яна Балка. Назву взяли від річки, яка протікала поруч. Через річку був хутір Кам'яна Балка. До революції належало німецькому поміщику Окснерові, чия садиба зберіглася до сих пір (правда в жалюгідному стані). Після революції мало назву Будьонівка (Будьоновський) на честь маршала Будьонного. У селі розміщувався великий на ті часи конезавод.
Церковна громада Тімірязєвки першою на Миколаївщині перейшла з-під юрисдикції Московського патріархату до Православної церкви України після надання останній томосу про автокефалію. Настоятелем громади є отець Андрій (Борсук).
05 червня 2025 року відповідно до Постанови Верховної Ради України № 4483-IX селище Тімірязєвка було перейменовано на селище Миролюбівське. Постанова набула чинності 18 червня 2025 року.